# Bland Winblad och Tulpan
Bland Winblad och Tulpan är ett folkmusikalbum med hälsingespelmännen Ulf Störling och Anders Henriksson. Innehåller traditionsspel av låtar främst från mellersta och södra Hälsingland, men även några låtar från norra Hälsingland samt en av Störlings kompositioner. Konvolutet innehåller rikligt med fakta om låtar och spelmän. Utgavs 2006 på Giga Folkmusik med katalognummer GCD-77.

## Låtlista
1. "Polska efter Hultkläppen, Bergsjö"
2. "Polska efter Anders Wallin, Hertsjö, Bollnäs"
3. "Polska efter Fredrik Winblad von Walter, Forsa och Järvsö"
4. "Polska efter Snicker-Ersker, Ovanåker och Anders Wallin, Bollnäs"
5. "Polska efter Jon Erssen, Koldemo, Arbrå"
6. "Polska efter Geting-Lasse, Bollnäs"
7. "Polska efter Olof Nordblad, Norrala"
8. "Vallåt från Gnarp efter Pelle Schenell"
9. "Sme Pellas Mors gånglåt efter Näs Erik Olsson och Johan Lind, Ovanåker"
10. "Gammal polska från Bollnäs efter Pell-Pers Manne och Nils Frisk, Bollnäs"
11. "Jämmerdalen, gånglåt efter Anders Wallin, Bollnäs"
12. "Urgammal Hälsingepolska efter Lars Fredriksson, Vallsta, Arbrå"
13. "Gubben sade till gumman sin..., visa efter Erik Strandlund, Skog, Bollnäs"
14. "Tulpans Anders wienervals efter Mauritz Callmyr, Alfta"
15. "Erskes Britas brudpolska efter Tulpan, Alfta"
16. "Polska efter Henning Andersson, Långbo, Bollnäs"
17. "Polska efter Jon Erssen, Arbrå och Tulpan, Alfta"
18. "Polkett efter Hugo Ljungström, Edänge i Ljusdal och senare Bollnäs och Feodor Flink, Hybo, Ljusdal"
19. "Polska efter Bryggarn, Delsbo och Bjuråker"
20. "Järvsöpolskan efter Bryggarn"
21. "Anna-Lenas polskan av Ulf Störling"
22. "Marbäckspolskan efter Olof Nordén, Arbrå och E.J. Forsberg, Enånger"
23. "Snurrgubben, polska efter Per Johan Lindquist, Lingbo"
24. "Wigers polska efter Johan Hall, Arbrå och skomakare Wiger, Järvsö"
25. "Vals efter Olles Jonke, Alfta"
26. "Brudmarsch efter Pajas och Tulpan, Alfta"
27. "Voglers polska efter Mauritz Callmyr, Alfta"
28. "Visa efter Bryggarn, Delsbo"
29. "Mor Annas polska efter Erik Ljung "Kusen", Delsbo
30. "Snösvängen, polska av Johan Hall, Arbrå"